# ميل بورسيل
ميل بورسيل (بالإنجليزية: Mel Purcell) مواليد 18 يوليو 1959 في سبرينغفيلد، هو لاعب كرة مضرب أمريكي سابق بدأ مسيرته كمحترف سنة 1979 وكان يلعب باليد اليمنى، اعتزل اللعب في 1988. أعلى تصنيف له في الفردي كان المركز الـ 21 في سنة 1980.

## روابط خارجية
- ميل بورسيل على موقع رابطة محترفي التنس (الإنجليزية)
- ميل بورسيل على موقع الاتحاد الدولي لكرة المضرب (الإنجليزية)
- ميل بورسيل على موقع خلاصة التنس.كوم (الإنجليزية)